# Џунгла на асфалту (филм)
Џунгла на асфалту (енгл. The Asphalt Jungle) амерички је црно-бели криминалистички филм ноар из 1950. године, у режији Џона Хјустона, а по његовом сценарију и Бена Медоуа. Главне улоге играју: Стерлинг Хејден и Луис Келхерн, а придружују им се Џин Хејген, Џејмс Витмор, Сем Џафи и Џон Мекинтајер. Мерилин Монро такође се појављује, у једној од њених најранијих улога.

## Радња
Ервин „Док“ Риденшнајдер је пуштен из затвора након седам година, посећује кладионичара по имену Коби у неименованом граду крај реке на средњем западу. Коби организује састанак Дока и Алонза Емериха, адвоката. Док говори Емериху о свом плану да украде накит вредан пола милиона долара или више. Доку је потребно 50.000 долара да унајми тројицу људи — обијача сефова, возача и насилника — да изведе пљачку. Емерих пристаје да обезбеди новац и расподели плен.
Док унајмљује Луија Чавелија, професионалног обијача сефова. Чавели, са своје стране, верује само Гасу Минисију, грбавом власнику ресторана, да буде возач бекства за пљачку. Последњи члан банде је ситни криминалац Дикс Хендли, Гасов пријатељ. Дикс прича Дол Конован, која је заљубљена у њега, о свом сну да откупи фарму коња коју је његова породица једном изгубила због дугова.
Током пљачке, Чавели пробија зид од цигле да би ушао у златару, онемогућава аларм на вратима да би пустио Дока и Дикса унутра, и отвара главни сеф користећи домаћи нитроглицерин. Ствари почињу да иду драстично наопако. Ударни талас од експлозије омета електричну мрежу, узрокујући неколико аларма у тој области. Дикс убија чувара који је стигао, који испушта свој револвер, који пуца док пада на земљу, ранивши Чавелија у стомак. Мушкарци беже невидљиви, али следи полицијска потера.
Чавели инсистира на томе да га Гас одведе својој кући са женом и малим сином. Дикс и Док носе плен Емериху. Емерих их изненађује признајући да је шворц. Претходно је послао Боба Бренама, приватног истражитеља, да прикупи суме које му дугују разни дужници, али Бренам не успева. Очајнички тражећи новац, Емерих планира да превари друге уз Бренамову помоћ. Емерих нуди Доку да му остави накит, али Док и Дикс постају сумњичави. Када Бренам махне пиштољем, Дикс га убија, али је и сам рањен. Док грди Емериха због његовог глупог плана и каже му да контактира осигуравајућу компанију златаре и понуди да врати драгоцености за 25% њихове вредности.
Емерих лежерно баца Бренамово тело у реку. Када полиција пронађе тело, проналази и доказе који упућују на Емериха. Када је упитан, Емерих лаже о томе где се налази и тврди да има алиби и да је провео ноћ са својом љубавницом Анђелом Финли.
Под притиском полицијског комесара Хардија, полицијски поручник Дитрих одлази код кладионичара Кобија, насилно га приморава да изда остале, упркос томе што је претходно примио мито за заштиту од Кобија. Дитрих је касније ухапшен због корупције.
Кобијевим признањем, комесар Харди хапси Емериха и врши притисак на Анђелу да каже истину о томе где се он налазио у ноћи злочина. Емериху је дозвољено да изађе из собе да позове своју жену, узима пиштољ и убија се. Након што је и Гас ухапшен, он напада Кобија у затворским ћелијама. Када полиција разваљује врата Чавелијеве куће, открива да је прекинула његову сахрану.
Остали су само Док и Дикс, и они су се разишли. Док тражи таксиста да га одвезе у Кливленд. Заустављају се у ресторану поред пута где Док жуди за прелепом младом женом која плеше уз мелодије џубокса и расејан је. Због кашњења, Дока препознају двојица полицајаца који га хапсе након што су открили украдени накит сакривен у његовом капуту.
Дол узима Диксов ауто и инсистира да га прати јер је повређен. Када се Дикс онесвести од губитка крви, Дол га води насумичном лекару, који позива полицију да пријави рану од ватреног оружја. Дикс се освести током ИВ и бежи пре него што полицајци стигну. Он и Дол стижу на бившу фарму коња његове породице у Кентакију. Трчећи ка коњима на слободној испаши, Дикс излети на пашњак, сруши се и умире.